# ユーザー生成コンテンツ

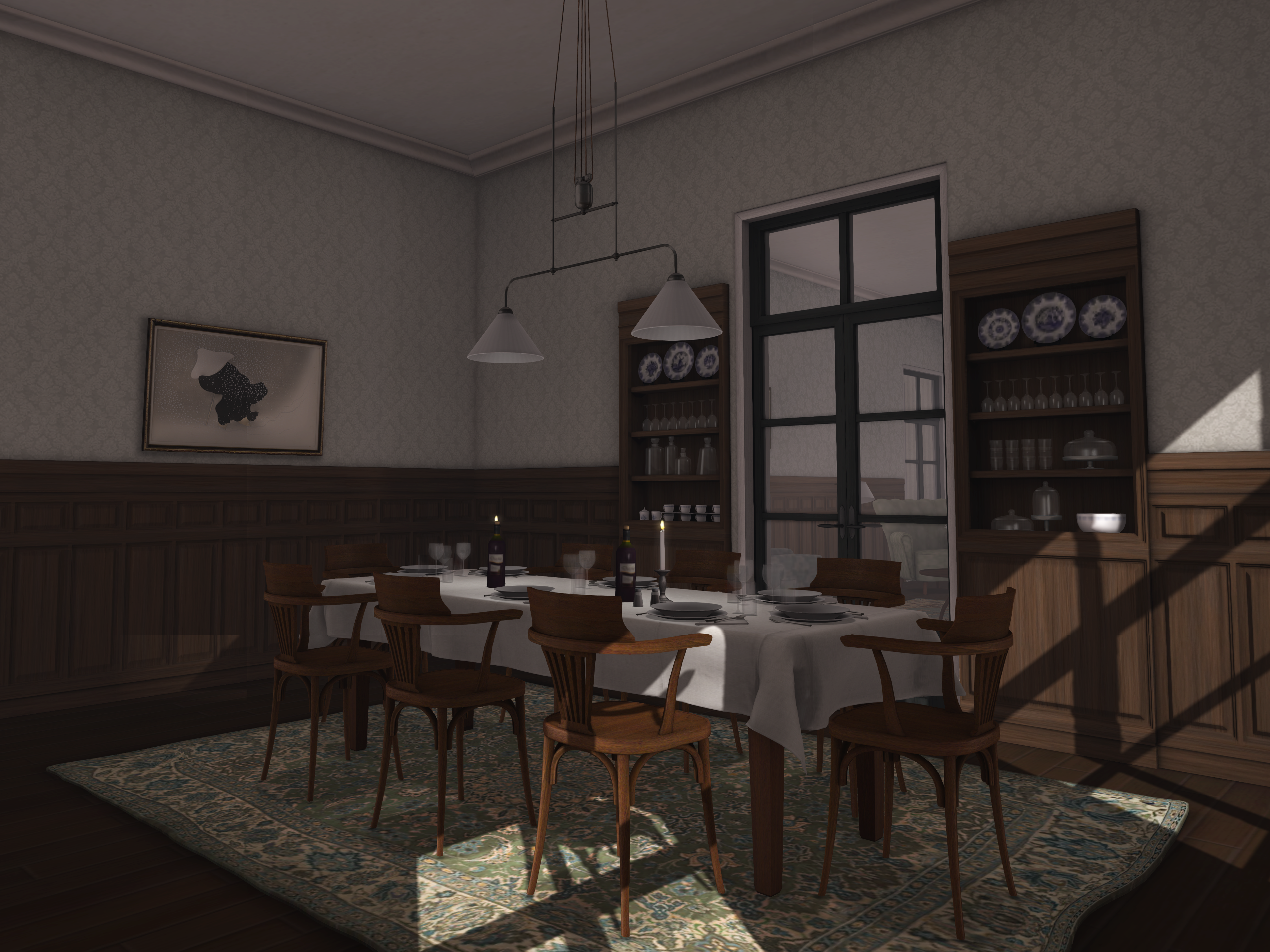
仮想世界「Second Life」のプレイヤーによるコンテンツ

ユーザー生成コンテンツ（ユーザーせいせいコンテンツ、英: user-generated content（UGC）または user-created content（UCC））とは、消費者が生産者となる生産消費者により制作・提供される作品（メディア、コンテンツ）の総称である。UGCによって作られるメディアのことを、消費者生成メディア（consumer generated media、CGM）と呼ぶ。マスメディアのようにプロがコンテンツを作るメディアの対比として使われ、代表例として食べログなどのクチコミサイトなどが挙げられる。
UGC・UCC・CGMなどの用語は、2000年代中程のWeb 2.0の流行と共に使われるようになった。Web 2.0はWorld Wide Webのコンテンツの提供・受領の立場が流動的に変化する概念を表した用語として使われ、生産消費者によるコンテンツはブログ・ウィキ・SNS・動画共有サービス・eコマースなどのウェブプラットフォームのコンテンツで用いられた。『タイム』誌は2006年のパーソン・オブ・ザ・イヤーに、Web 2.0のコンテンツ制作者としての「あなた」を選出した。消費者から消費者へ製品・サービスを提供する商業プラットフォームはC2C（Consumer to Consumer）と呼ばれる。

## 歴史

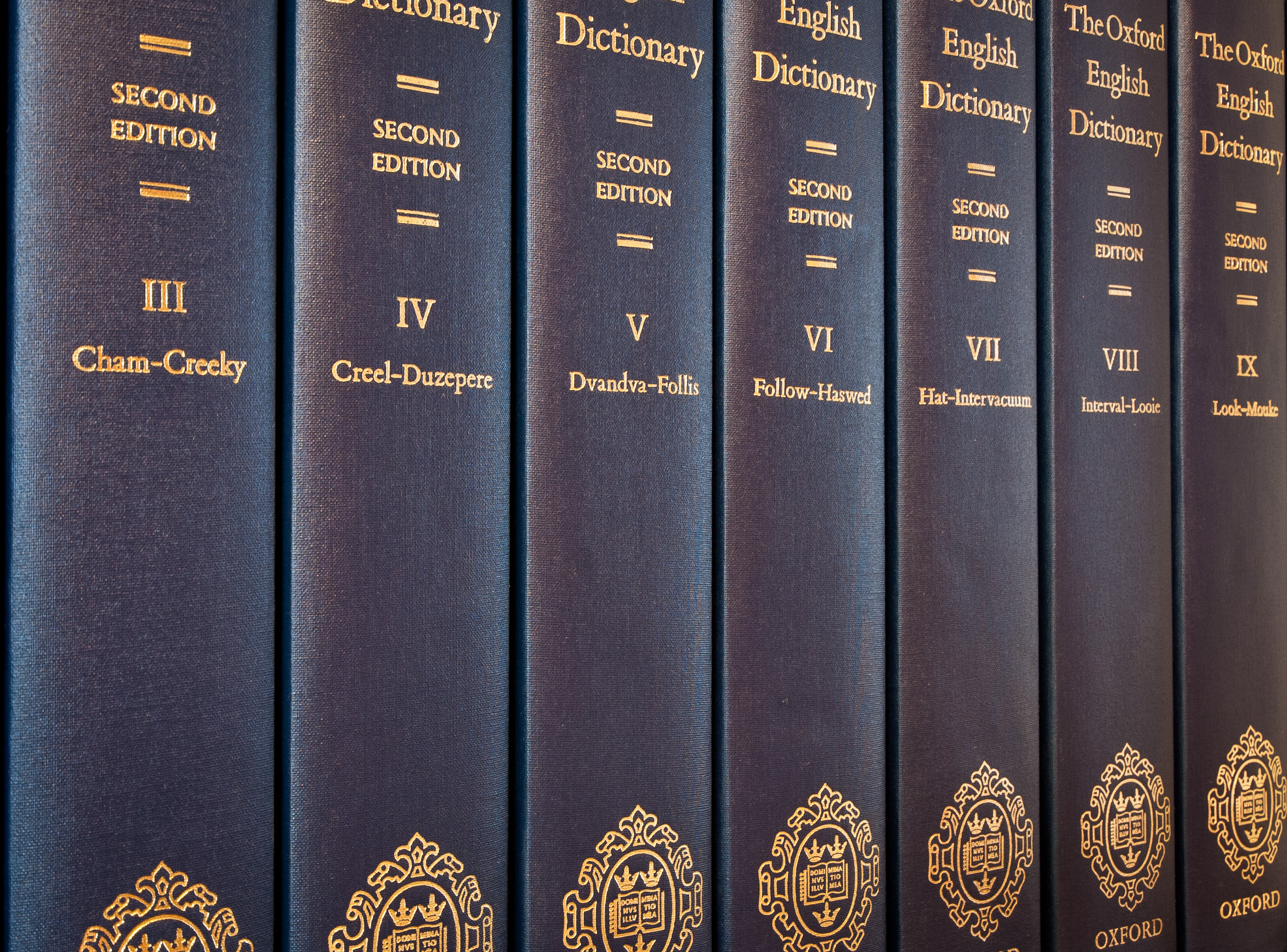
公的貢献による用語定義が収録された『オックスフォード英語辞典』

インターネットが普及する以前における生産消費者によるコンテンツとして、大規模・大容量の辞典『オックスフォード英語辞典』がある。1857年、ロンドン言語学協会のリチャード・チェネヴィックス・トレンチはオックスフォード英語辞典の未登録の用語を補完するために世界中の英語圏から公的貢献を求め、読者による貢献を反映した辞典の編集を実施した。辞典の編集は何十年も続き、非常に多くの読者からの貢献が辞典に反映された。
1990年代初頭、インターネットが構築された時代の生産消費者の情報蓄積の基礎プラットフォームはニュースグループであった。ニュースグループ利用者は掲示板へ自身の知っている情報を投稿し、利用者が投稿したテキストはニュースグループのアーカイブとして蓄積された。ニュースグループは分野毎にサブカテゴライズされており、分野毎の蓄積情報はナレッジコミュニティを構築した。1990年代中ほど以降は、インターネットのプラットフォームにWorld Wide Webが登場し、ナレッジコミュニティのプラットフォームはニュースグループからウェブサイトへ移った。ウェブサイトはHTMLで記述されたウェブページを通して情報を配信し、インターネットサービスプロバイダが個人にウェブサイト空間を貸し出すことで、個人ホームページや個人BBSが登場した。World Wide Webの登場によりニュースグループの利用者は減っていったが、幾つかのニュースグループで蓄積された投稿テキストはHTMLに変換されてウェブサイトとして公開された。例えば、1990年代に始まったニュースグループ「rec.arts.movies」は映画情報サイト「IMDb」の基礎となっている。
2000年前後、インターネット空間の情報交流をエンドユーザー同士で直接的に行うSNS・ウィキ・画像共有サイト・動画共有サイト・ファイル共有ソフトウェアなどのネットワークプラットフォームが活用されはじめた。ウィキや画像・動画共有サイトはウェブサイト閲覧者がテキストや画像・動画を投稿することでウェブサイトのコンテンツを拡充させる生産消費者によるウェブサイトである。ファイル共有ソフトウェアはP2Pでエンドユーザーからエンドユーザーへデータを送受信するアプリケーションである。また、個人のウェブサイトの活用方法にも変化が現れ、個人のウェブサイトで特定分野のウェブ情報を記録（ログ）するウェブログ（ブログ）が登場した。初期のブログサイトはウェブサイトURLをリストでまとめたURL一覧であった。ブログサイトの掲載内容はよりウェブサイト閲覧者に便利であるように、ウェブサイトURLに加えてパーマネントリンク・サイト運営者コメント・サイト訪問者コメント・HTMLマークアップ・サイトURL掲載日などをブログの一記事に記載するよう改良された。特定分野の情報が収集されたウェブサイトはインターネット利用者にとって便利であったため、ブログサイトは多くの個人サイトで利用された。
2005年、ティム・オライリーはWeb 2.0カンファレンスで「Web 2.0」の在り方を提唱し、Web 2.0では生産者と消費者が流動的に立場を入れ替えてエンドユーザーからエンドユーザーへウェブコンテンツが提供される特徴があると述べた。この発表以前にも生産消費者コンテンツのウェブサイトは多数存在していたが、Web 2.0というブランディングでまとめられることでそれらのウェブサイトは広く認知された。2006年、『タイム』誌はこの年のパーソン・オブ・ザ・イヤーに、Web 2.0のエンドユーザによるエンドユーザのためにコンテンツを制作・提供するコンテンツ制作者としての「あなた」(You)を選出した。従来の生産者から消費者へ製品・サービスを提供する商業プラットフォームがB2C（Business to Consumer）と呼ばれるのに対して、消費者から消費者へ製品・サービスを提供する商業プラットフォームはC2C（Consumer to Consumer）と呼ばれる。
生産消費者によるコンテンツの登場により、アマチュアによるメディアをサポートする企業の役割はコンテンツ制作からコンテンツ提供へとシフトしていった。例えば、動画メディアでは2000年代初頭はAdobe Flashなどのコンテンツ制作をサポートするツールの提供が隆盛していたが、2010年代にはYouTubeなどのコンテンツ提供をサポートするプラットフォームの提供が隆盛している。

## 提供
生産消費者によるコンテンツは主にインターネットを通して提供される。提供プラットフォームには、ウェブサイト運営者が主題を挙げてコンテンツを提供するブログ・ポッドキャスト、ウェブサイト利用者が知識・情報を投稿するBBS・Q&Aサイト・レビューサイト、ウェブサイト利用者がサイトコンテンツを自由に編集するウィキ、ウェブサイト利用者がコンテンツを投稿する画像・音楽・動画共有サイトなどがある。また、コンテンツ自体はインターネットを通して配布されるが、そのコンテンツはアプリケーション・ゲーム内で利用されるアドオン・Mod環境などがある。
ブログ・ポッドキャストはテキスト・音声を配信する個人運営のウェブサイトに適した提供プラットフォームで、コンテンツ提供者は特定分野の主題に対して記事を執筆・録音してウェブサイトに投稿・掲載する。ブログはテキストおよび画像・音楽・動画を記事にして読者へ情報を提供する。ブログでコンテンツ提供する生産消費者はブロガーと呼ばれる。ポッドキャストは音声コンテンツで読者へ情報を提供する。コンテンツの更新はRSSで通知することが多く、視聴者はRSSリーダーでコンテンツの更新を知ることができる。ブログ・ポッドキャストの提供形態は定期的に発行される新聞・ラジオの提供形態に似ており、企業運営の報道サイト・情報配信サイトや市民ジャーナリズムサイトでも利用されている。
BBSは特定の主題の話題を利用者同士で会話するコミュニティである。ウェブプラットフォームの流行以前はニュースグループ（NNTP）でテキストで利用者同士が交流していたが、ウェブプラットフォーム（HTTP・HTML）が流行したことでマークアップテキストや画像も扱えるBBSが使われるようなった。画像ファイルがアップロードできるBBSは画像掲示板とも呼ばれる。ニュースグループと同じく特定分野の話題を主題に利用者同士で意見を出し合って交流する。BBSに投稿されたテキスト・画像のアーカイブが一つのコンテンツとしてキュレーションサービスなどにより取りまとめられて再提供されることもある。同様に、Q&Aサイト・レビューサイトは主題の話題へサイト利用者が主題に対してコメントを投稿するコミュニティである。利用者同士の会話ではなく感想・評価の投稿が主観にあるが、ウェブサイト利用者が知識・情報を蓄積するナレッジコミュニティとして同じ特性を持っている。
ウィキはユーザー共同作成の集合知を構築するナレッジコミュニティとして効率的なプラットフォームである[6]。ウィキ利用者はウェブサイトに掲載されたコンテンツ（テキスト・画像・音楽・動画）を編集し、ウェブサイトをより優れたコンテンツを提供するものに改善していく。従来ウェブサイトではサイト運営者が掲載したコンテンツをサイト閲覧者が一方的に受領するだけであったが、ウィキではサイト利用者が編集したコンテンツを提供・受領することができる。
画像共有サイト・音楽共有サイト・動画共有サイトなどのホスティングサイトは利用者の制作したメディアコンテンツのアップロードと掲載・配信をする。動画コンテンツはライブストリーミングサービスで配信されるものもある。それらのウェブサイト・サービスでは利用者は自身の制作するメディアコンテンツを提供・配信する。動画共有・配信サービスはテキスト・画像・音楽を包括的に扱うことができるため、静止画をスライドショーのように加工して動画コンテンツにしたり、音楽に静止画をつけて動画コンテンツにして、テキスト・画像・音楽を動画コンテンツとして配信することもある。動画共有・配信サービスはその高い汎用性から様々な種類の生産消費者によるコンテンツの提供に利用されている。
ウェブサイト・サービスへアップロードしたコンテンツは、そのウェブサービス運営者の定める利用許諾契約に従ってコンテンツ生産者・コンテンツ消費者はコンテンツを提供・受領することになる。ただし、著作権は生産消費者の元にあり、ウェブサービス運営者が無断で生産消費者の制作したコンテンツを利用することは認められていない。ウェブサービス運営者を介在させず生産消費者がコンテンツ提供する場合は生産消費者がコンテンツに適当なライセンスを課すことになるが、そのための汎用ライセンスとしてオープンライセンスやクリエイティブ・コモンズ・ライセンスなどがある。

## 種類

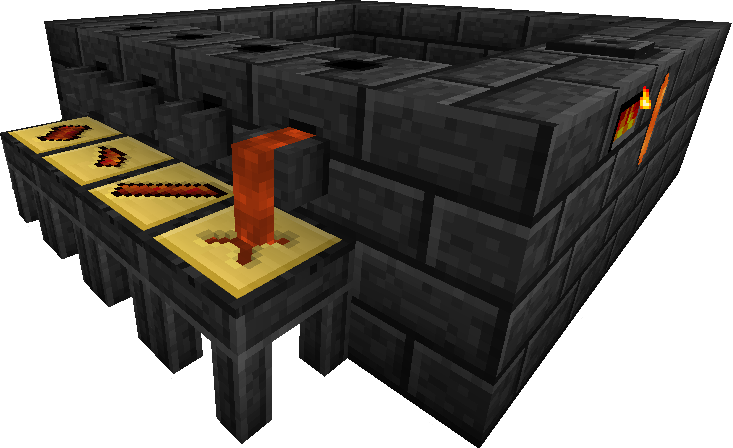
ゲーム「Minecraft」のMod構造物

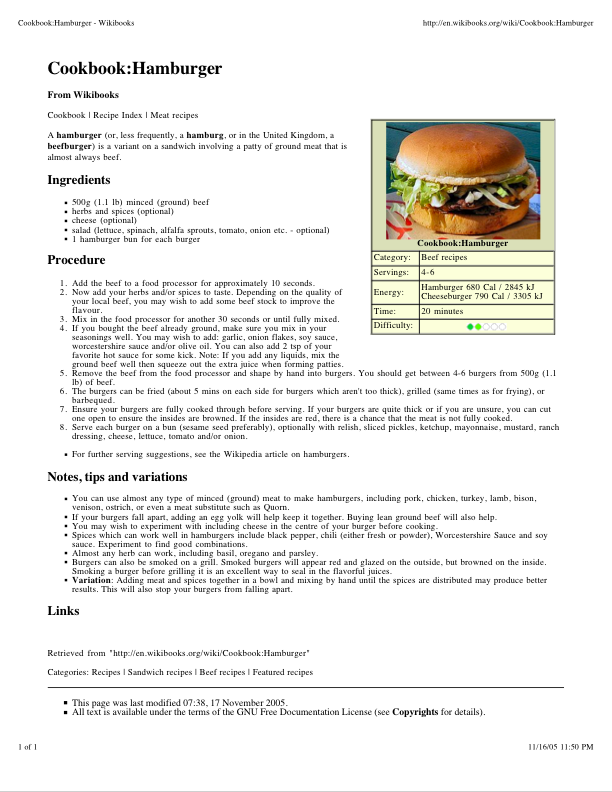
ウィキブックスに投稿された料理レシピ

生産消費者によるコンテンツには多様な種類のコンテンツが存在する。
ニュース
ソーシャル・ニュースサイトは読者投稿型ニュースサイトである。利用者は他のニュースサイトの記事URLと、必要であれば自身のコメントを付与して、ニュースをウェブサイトに投稿する。ニュースサイトの読者はニュース記事にコメントを投稿したり、特に興味深い記事へ投票したりする。ニュースサイトは、投票ランキングの高いニュースをウェブサイトのトップページなどに表示させることで、読者にとって興味深いニュースを効率的に提供する。フィードリーダー・ウェブサイトも同様に他ニュースサイトの記事を閲覧する特性を持っているが、ソーシャル・ニュースサイトは読者が意図的に他ニュースサイトを登録しなくとも他利用者の投稿・投票によって適当なニュース記事を閲覧できる特性を付加的に持っている。読者投稿型ニュースサイトの一例にはreddit・diggなどがある。
レビュー
レビューサイトは消費者が製品・サービスの評価を投稿するウェブサイトである。消費者は購入・利用した製品・サービスの感想を投稿し、他の利用を検討している消費者への判断材料を与える。レビューサイトの運営者と製品・サービスの生産者が独立することで、消費者は生産者バイアスを含まない評価を得ることができる。製品・サービスのレビューは、製品販売業者や広告代理店の介入により評価が片寄ることがあり、そのような印象操作はステルスマーケティングと呼ばれて批判の対象となることがある。特に旅行業界では、旅行者の感想をウェブサイトに活発に利用している。ヨーロッパの旅行会社Busaboutは、利用者がリアルタイムに投稿する画像・写真・地図をウェブサイトに掲載するソーシャルメディアとして採用し、ウェブサイトの滞在時間を39%伸ばし、イギリスへの旅行者を9%増やした。ローカルビジネスのレビューサイトとして、Yelpは地域に根付いた製品・サービスの評価をまとめている。Yelpのウェブサイトによると、月平均2700万人のユニークユーザーがおり、2017年第4四半期時点で1億4800万を超えるレビューを受けている。
ゲーム
ビデオゲームではファン・メイドによるMod・非公式パッチ・非公式翻訳・サーバー・エミュレータなどのコンテンツが作られている。いくつかのゲームでは消費者による自発的な難易度調整のためのレベル・エディタを公式に提供してる場合もある。MMORPGではプレイヤーが制作・提供できるコンテンツをゲームシステムに組み込んでおり、メタバースな仮想世界を構成するゲームではプレイヤーが建物や家具などを制作したり、ダンジョンゲームでは迷路やアイテム・モンスターをプレイヤーがデザインしたり、クエストゲームでは他プレイヤー向けのクエストを開発したりする。2012年に始まったIngressは、サービスイン直後はプレイヤーが遊ぶためのポータルがゲームシステム上にほぼ登録されておらず、プレイヤーがポータルを申請・登録することでゲーム性が確立されるプレイヤー頼りのゲームシステムであった。
報道
市民ジャーナリズムは報道機関に属さない記者による記事で構成される報道である。市民ジャーナリズムでは報道機関に属さない記者により記事が執筆されるが、執筆された記事は報道機関の編集者により査読されて、一般の読者・視聴者に報道される。市民ジャーナリズムは、プロの記者が取材・執筆する記事ではないため記事の量・品質が十分ではない場合があるが、広く浅く素早く報道できることがメリットである。用語の定義として、市民ジャーナリズムとブログの主な違いは編集者による査読の有無であるが、ウェブサイト・動画共有サイトでの編集者査読のない報道配信も登場している。2005年、BBCは少人数の試験的な市民ジャーナリズムチームを発足し、同年に起きたロンドン同時爆破事件・バンスフィールド油槽所爆発火災の報道を契機にチームを常設・拡張した。BBCは読者からの5,000枚以上の写真を受け取り、ニュース配信に利用した。その際、読者が撮影・制作したコンテンツに対して基本的にはコンテンツ使用料の支払いは発生しなかった。BBCに続いて、CNNは2006年にiReport、FOXニュースは2009年にuReportを市民ジャーナリズムプロジェクトとして立ち上げた。
広報
ファンレイバー（ファンフィクション・ファンアート・ファンフィルム・フィルク音楽）はファンによるブランドの広報活動を兼ねた二次創作作品である。ファンは原作コンテンツをより楽しむため、応援するためなど個人的な理由で二次創作作品を制作する。ファンが二次創作作品を他者に提供することで原作コンテンツはより広く知られることとなり、ファンレイバーは広報的な特性を持っている。ファンレイバーはウェブサイト・SNSで公開される他、同人誌即売会などのイベントで販売されることもある。より直接的な消費者による広報コンテンツとしてアプリケーション・ゲームの動画像共有がある。ディスプレイのある携帯機器・ゲーム機は撮影機能を持っており、プレイ中の画面を画像・動画として撮影してユーザー同士で共有することができる。共有された画像・動画はアプリケーションやゲームの知名度を上げることに役立つ。Android・iPhoneはスクリーンショット機能、PlayStation 4はシェア機能でユーザーが動画像動を撮影してSNS・動画共有サイトへアップロードできる。他に、製品・サービスの広報のための企業（生産者）が消費者と共同で制作する合作コンテンツがある。JibJabなどは友人や家族のアップロードされた写真を使ったコンテンツが作成されており、毎年クリスマス前後にはElf Yourselfのようにグリーティングコンテンツがアップロードされている。それらでは、顔写真の画像をアニメーションするダンシング・エルフへカット&ペーストで張り付けることもできる。一部のブランドでは有料の広告掲載の効果を高めるために生産消費者コンテンツを利用しており、例えば、トヨタ自動車はFacebookの広告キャンペーン「Feeling the Streets」に生産消費者コンテンツを利用して広告効果を440%向上させた。
商業
ソーシャル・コマースは利用者同士の相互依存による商業・販売の生産消費者プラットフォームである。eBay・ヤフオク!などのインターネットオークションでは製品の出品および入札・購入を利用者同士で実施する。AmazonマーケットプレイスではAmazonは取引プラットフォームのみを提供し、商品の売買は利用者同士で実施する。
教育
オープン教育リソースは誰でも自由に利用可能な教育コンテンツである。オープンソースの概念を踏襲して利用・修正・再配布が認められており、修学者により教育コンテンツを改変して提供することができる。教育コンテンツはその分野に権威のある教育者が作成する場合もあるが、その分野を学習している修学者自身によって作られる場合もある。教育内容は、従来の教育者の制作する教育コンテンツでは教育者の方針・観点・期限に依存していたが、修学者の制作する教育コンテンツでは流動的な修学者の方針・観点・期限に依存する。修学者は教育リソースの疑問点・改善点のアイディアを互いに共有して改善する。生産教育者による教育コンテンツでは、元修学者（消費者）が現教育者（生産者）となり流動的に立場を変えてコンテンツを制作している。教育コンテンツはブログやSNSで提供・共有する他、ウィキでも共同制作されている。
芸能
芸能コンテンツは、インターネットが隆盛する以前はテレビ・ラジオなどの放送で提供されるものであったが、SNS・動画共有サイトなどの配信で手軽に提供することができるようになり、プロ（専門の生産者）ではないアマチュア（生産消費者）による芸能コンテンツが登場している。歌を披露するアマチュア歌手は「歌い手」と呼ばれ、オリジナル曲やカバー曲を録音して音楽コンテンツを音楽SNS・動画共有サイトで提供している。噺の巧いアマチュア話者はゲーム実況コンテンツを動画共有サイトで提供したり、配信者と視聴者が雑談をする漫談コンテンツをライブストリーミングで提供している。
書籍・音楽・動画
生産消費者による書籍・音楽・動画はケータイ小説・ボカロ曲・MAD動画などの形で商業化・メディアミックスさせるものもある。
KADOKAWAでは小説家になろうをはじめとして、ユーザーの意見を取り入れて執筆された小説を「新文芸」と定義している。

## 企業がユーザー生成コンテンツを活用するメリット
1. 信頼感や親近感を与えることができる
ユーザー生成コンテンツが企業からの発信と決定的に異なるのは、客観性が担保されているという点である。企業の発信するコンテンツであれば、どうしても宣伝目的という印象を抱かせてしまうが、ユーザー生成コンテンツは損得勘定を抜きにした消費者目線のコンテンツであるため、消費者はユーザー生成コンテンツに対して信頼を感じやすい。また、消費者目線のリアルなコンテンツであるため、親近感も湧きやすいと言える。例えば洋服に関して、モデルが着用している様子に憧れても、親近感を抱くことは難しいだろうが、自分と体型や生活スタイルが似ている一般消費者が着用している様子であれば、リアリティがあり使用イメージも湧きやすいだろう。
2. 商品開発や施策改善のヒントになる
消費者のリアルな声であるため、何に価値を感じているのか、実際にどのように使用しているのかといった、消費者心理や行動を知る大きなヒントとなる。時には、企業が想定していない使い道で紹介されることもある。一例として、ブックエンドの使用法で、冷蔵庫にペットボトルを寝かせて保存する際に転がりを防止するために使用するといったものが挙げられる。このように、ユーザー生成コンテンツによって新たな発見が生まれることで、企業はこれまでとは異なるプロモーション施策を考えたり、新商品の開発につなげたりできる。
3. 効率的なアプローチができる
ユーザー生成コンテンツは消費者が作るものなので企業にはコンテンツ制作のための費用が発生しない。特にユーザー生成コンテンツは、前述した通り消費者目線の「見方」や「訴求ポイント」が詰まっており、信頼感や親近感を与えることができる。こうしたユーザー生成コンテンツを企業の公式アカウントやウェブサイトで発信することで、広告に頼らなくても認知度を高めたり、購入を検討している顧客に効果的に訴えることができる。

## 動機

### 制作動機
コンテンツクリエイターがコンテンツを制作・提供することのメリットは直接的ではない。利他主義・社会主義・物質主義などの複数の観点から、コンテンツを制作・提供する動機付けにはさまざまな理論がある。ユーザー生成コンテンツの利用価値は高く、コンテンツプロバイダーはその動機を促してコンテンツクリエイターに制作・提供を促進している。この動機は暗黙的・明示的な動機に分けることができる。
暗黙的な動機は具体的な背景に基付いていない。最も一般的な暗黙的な動機は社会的な動機である。この動機はユーザーの所属するコミュニティの活発な参加者の気分を良くさせる。FacebookのフレンドやTwitterのフォロワーなど、ユーザー同士の関係を良好にする。社会的な動機は、他者とコンテンツを共有するFacebook・Twitter・YouTubeなどのコミュニティで、ユーザー同士の繋がりを構築する側面もある。ユーザーは、Amazon.comやeBayなどのコメント欄で製品情報・販売者情報を共有し、特定の製品・サービスの評価経験を蓄積する。その経験蓄積はユーザーが消費者となる際により適切な製品を選択するためのカスタマーエクスペリエンスを向上させる。他に挙げられる社会的な動機は、コミュニティ内のステータス・バッジ・レベルがあり、ユーザーが特別な権限を伴っているか否かに関わらず一定条件の達成によって得られるものである。Yahoo!知恵袋はこの種の社会的な動機を促す一例である。社会的な動機はコンテンツプロバイダーのコストをほとんど必要とせず、プラットフォームの大きな成長を促進することができる。しかし、社会的な動機によるコンテンツ制作・提供の促進は、その効用を発揮するためにはコミュニティがある程度成熟している必要がある。
明示的な動機は具体的な報奨に基付いている。報奨は、例えば、金銭的な支払い・コンテスト出展・クーポン・ポイントプログラムなどがある。明示的な動機はコミュニティの規模に依存することなく多くの人が容易に理解できる即物的な価値がある。カナダのショッピングプラットフォームであるWishabiやAmazon Mechanical Turkは金銭的な報奨を与えることで参加者へ明示的な動機を促している。明示的な動機の欠点は、利用者がその報奨を主観に参加することになることで、最終的にはその動機のみが唯一の参加理由になってしまう可能性があることである。そこに依存してしまうと社会主義・利他主義の動機付けを減少させてしまい、報奨を用意するコンテンツプロバイダーのコスト増加を必要とすることとなる。

### 活用動機
コンテンツプロバイダーが生産消費者コンテンツを活用することのメリットは即物的に明白である。コンテンツ制作には人的・金銭的リソースを必要とするが、消費者がコンテンツを無償で制作することで、コンテンツプロバイダーはそのリソースを削減することができる。消費者のコンテンツ制作に報奨を与える場合であっても、企業が単独でコンテンツ制作する場合より効率的な成果が期待できる。また、一般的な消費者は企業評価より個人評価を好む傾向があり、個人が評価したコンテンツは受け入れられやすく、ソーシャルメディアマーケティングはソーシャル・ネットワーク・サービスによって展開・拡散されやすい。